# Colônia Militar do Chopim
A Colônia Militar do Chopim foi uma colônia militar criada por ordem do Imperador Dom Pedro II no final do século XIX, na região dos Campos de Palmas.

## Fundação
A Colônia foi criada no âmbito de outras três colônias militares, as colônias do Chapecó, do Iguassú e do Jataí, tendo os objetivos de ocupar e defender os Campos de Palmas das pretensões territoriais argentinas. O mais antigo registro encontrado, seria o Decreto nº 2.502, de 16 de Novembro de 1859, que é referente a criação das Colônias do Chopim e de Chapecó:

Crea mais duas colonias militares na Provincia do Paraná ao occidente dos rios Chapecó e Chopim, nos pontos que forem designados pelo Presidente da Provincia.

Hei por bem crear mais duas colonias militares na Provincia do Paraná, as quaes serão estabelecidas, huma nos Campos do Erê ao occidente dos rios Chapecó e Chopim, e outra nos Campos do Xagú ao occidente dos de Guarapuava, nos pontos que forem designados pelo Presidente da Provincia, e deverão reger-se pelas Instrucções que com este baixão, assignadas por joão de Almeida Pereira Filho, do Meu Conselho, Ministro e Secretario de Estado dos Negocios do Imperio, que assim o tenha entendido e faça executar.
Palacio da Bahia aos desesseis de Novembro de mil oitocentos e cincoenta e nove, trigesimo oitavo da Independencia e do Imperio.
Com a Rubrica de Sua Magestade o Imperador.
João de Almeida Pereira Filho.
Em 1880, foram formadas duas comissões para a fundação das duas colônias, por decreto do Ministério da Guerra. A comissão responsável pela fundação da Colônia Militar do Chopim era liderada pelo Capitão do Estado Maior de Artilharia Francisco Clementino de Santiago Dantas e continha os tenentes Antonio Tertuliano da Silva Mello e Felismino José Caldas, o cirurgião Dr. José Gomes do Amaral e 42 unidades de infantaria.
A comissão fundou a Colônia em 27 de dezembro de 1882, não no vale do Rio Chopim, como esperado, mas a sul do encontro dos Rios Chopinzinho e Dório, na bacia do Rio Iguaçu.

### Delimitação da área
Em março de 1883, de acordo com o ofício vindo do Presidente da Província Luiz Alves Leite, o limite oriental da Colônia deveria ser a confluência do Rio Pedrosa no Rio Chopinzinho. A expansão total que, agora deveria ser no sentido oeste, compreendia 800 km².

## Demografia
Na ata da fundação, o primeiro documento elaborado na Colônia, consta que estavam estabelecidas 107 pessoas. Entre estas, 81 militares com suas familias, 22 colonos e seus familiares e mais 4 colonos solteiros. Ao todo, o núcleo iniciou com 51 homens, 22 mulheres e 34 crianças. Já três anos depois, em 1886 já haviam 289 pessoas na colônia, dos quais 103 eram homens, 53 mulheres e 127 crianças.
Num relatório publicado em maio de 1890, a população já alcançava 483 pessoas, sendo 115 militares e 368 civis. No recenseamento de 1890, feito em dezembro, contavam 529 residentes na colônia entre civis e militares. O último dado referente a população da colônia data de 1903, onde foram registrados 535 habitantes.
|      | População |
| 1883 | 107       |
| 1886 | 289       |
| 1890 | 529       |
| 1903 | 535       |